# Fest der Freude

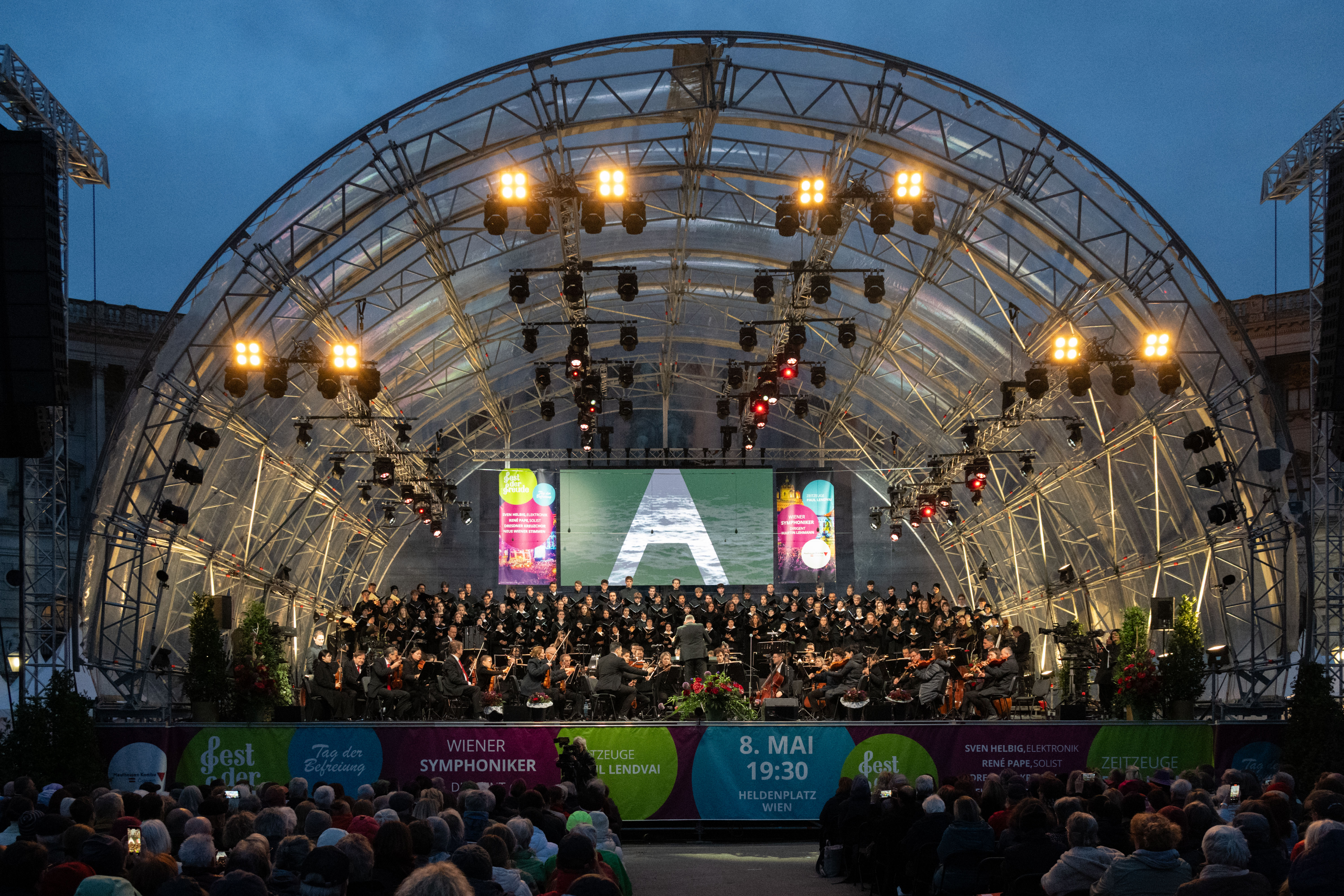
Das Fest der Freude (2025)

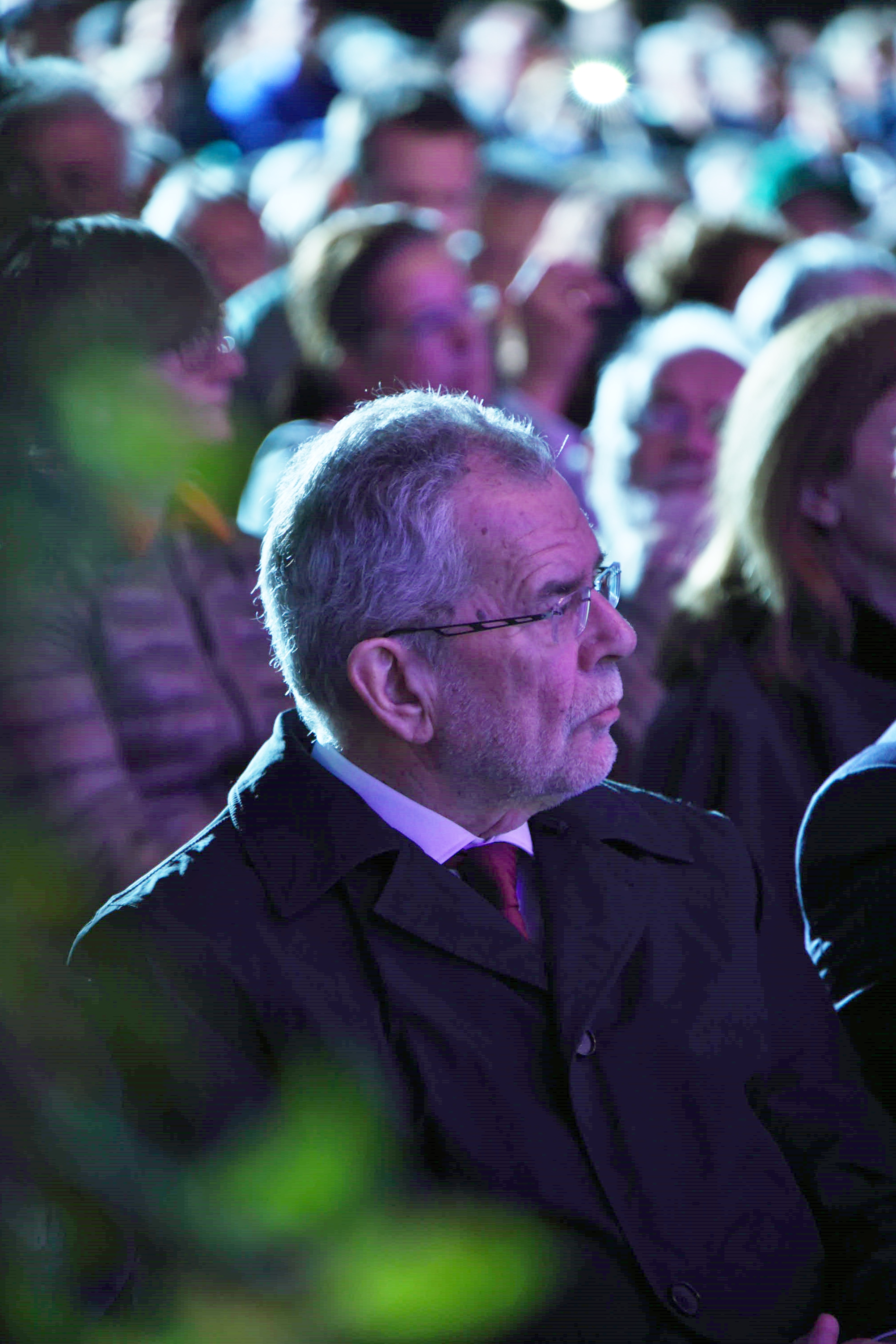
Alexander Van der Bellen beim Fest der Freude 2016

Das Fest der Freude findet alljährlich anlässlich des Jubiläums der Befreiung Österreichs vom NS-Regime am 8. Mai am Wiener Heldenplatz statt. Bevölkerung, Zeitzeugen und die Spitzen des Staates feiern mit einem Festkonzert der Wiener Symphoniker die Wiedererrichtung der Republik Österreich. Das Fest der Freude wird seit dem Jahr 2013 vom Mauthausen Komitee Österreich veranstaltet, von rund 15.000 Leuten besucht und wurde 2015 erstmals live im Fernsehen (ORF III) übertragen.

## Anlass, Ausrichtung und Interpreten
Die bedingungslose Kapitulation der deutschen Wehrmacht erfolgte am 7. Mai 1945 und trat am 8. Mai um 23:01 Uhr MEZ in Kraft. Damit war auch die Republik Österreich befreit und in den Grenzen von 1918 wiederhergestellt. Obwohl die sowjetischen Truppen die Schlacht um Wien bereits am 13. April 1945 gewonnen hatten und obwohl die österreichische Unabhängigkeit am 27. April deklariert und eine neue österreichische Staatsregierung am 29. April 1945 etabliert wurde, stellt der 8. Mai den endgültigen Tag der Befreiung Österreichs vom NS-Regime dar.
Seit 2013 veranstaltet daher die Bundesregierung anlässlich des Jahrestages der endgültigen Niederlage des Nationalsozialismus ein Festkonzert der Wiener Symphoniker als „Bekenntnis zu Demokratie und Freiheit in Österreich“ am Heldenplatz. Diese Feierlichkeit erfreute sich der spontanen Zustimmung der Bevölkerung. 2013 erschienen rund 10.000 Besucher, im Jahr 2014 wurde das Fest der Freude von 12.000 Zuhörern besucht. 2015 waren es rund 15.000.
Zentraler Bestandteil des Festes der Freude ist die Rede eines Zeitzeugen, einer Zeitzeugin. 2013 war dies Käthe Sasso, eine Überlebende des KZ Ravensbrück und eines Todesmarsches. 2014 sprach Aba Szulim Lewit, ein Überlebender der Konzentrationslager Płaszów und Mauthausen. 2015 wurde Helga Emperger eingeladen, die als 16-Jährige vom NS-Regime verhaftet wurde und deren Mutter von den Nationalsozialisten durch das Fallbeil hingerichtet wurde. 2016 sprach Daniel Chanoch, der aus einer Familie in Litauen stammt und als Kind fünf Konzentrationslager überlebte. Seine Eltern und seine Schwester wurden von den Nationalsozialisten ermordet.
Die Wahl der Künstler für das Festkonzert berücksichtigt u. a. sowohl die Alliierten, als auch die Opfernationen des Nationalsozialismus. Dirigent der ersten beiden Feste war der Franzose Bertrand de Billy. 2013 sang die russische Koloratursopranistin Julia Novikova, 2014 sangen die bulgarische Sopranistin Sonya Yoncheva und der polnische Tenor Piotr Beczała, 2015 der ungarische Bass Gábor Bretz. 2016 dirigierte Christoph von Dohnányi Arnold Schönbergs Ein Überlebender aus Warschau (Sprecher: Thomas Hampson), der Männerchor des Wiener Singvereins stimmte das Schma Jisrael an.

## Programm und Mitwirkende
| Jahr | Orchester, Dirigent | Sänger, Solisten, Moderation                                                                                         | Musik | Redner |
| ---- | --- | --- | --- | --- |
| 2013 | Wiener Symphoniker Bertrand de Billy                                                                                      | Julia Novikova Sopran Katharina Stemberger Moderation                                                                | Ludwig van Beethoven Siebente Jacques Offenbach Johann Strauss | Käthe Sasso Zeitzeugin Werner Faymann Bundeskanzler Michael Spindelegger Vizekanzler |
| 2014 | Wiener Symphoniker Bertrand de Billy                                                                                      | Sonya Yoncheva Sopran Piotr Beczała Tenor Anton Sorokow Violine Katharina Stemberger Moderation                      | Paul Dukas Fanfare Ludwig van Beethoven Fünfte Jules Massenet aus Thais, Hérodiade, Werther Charles Gounod aus Faust | Willi Mernyi MKÖ Aba Lewit Zeitzeuge Barbara Prammer Nationalratspräsidentin |
| 2015 | Wiener Symphoniker Singverein der Gesellschaft der Musikfreunde in Wien Johannes Prinz Chorleitung Philippe Jordan        | Michaela Kaune Sopran Anke Vondung Mezzosopran Burkhard Fritz Tenor Gábor Bretz Bass Katharina Stemberger Moderation | Leoš Janáček Sinfonietta Ludwig van Beethoven Neunte | Willi Mernyi MKÖ Andreas Mailath-Pokorny Kulturstadtrat von Wien Maria Vassilakou Vizebürgermeisterin von Wien Reinhold Mitterlehner Vizekanzler Werner Faymann Bundeskanzler Helga Emperger Zeitzeugin Heinz Fischer Bundespräsident |
| 2016 | Wiener Symphoniker Singverein der Gesellschaft der Musikfreunde in Wien Johannes Prinz Chorleitung Christoph von Dohnányi | Thomas Hampson Sprecher Katharina Stemberger Moderation                                                              | Arnold Schoenberg A Survivor from Warsaw Ludwig van Beethoven Eroica | Willi Mernyi MKÖ Sonja Wehsely Stadträtin von Wien Maria Vassilakou Vizebürgermeisterin von Wien Wolfgang Sobotka Innenminister Sabine Oberhauser Gesundheitsministerin Daniel Chanoch Zeitzeuge                                      |
| 2017 | Wiener Symphoniker Ádám Fischer                                                                                           | Emmanuel Tjeknavorian Violine Camilla Nylund Sopran Katharina Stemberger Moderation                                  | Kurt Schwertsik Hier und Jetzt Ludwig van Beethoven Egmont-Ouvertüre Felix Mendelssohn Bartholdy Violinkonzert e-Moll, op. 64 Ludwig van Beethoven Ah perfido!, 3. Leonoren-Ouvertüre | Willi Mernyi MKÖ Christian Kern Bundeskanzler Reinhold Mitterlehner Vizekanzler Maria Vassilakou Vizebürgermeisterin von Wien Andreas Mailath-Pokorny Kulturstadtrat von Wien Lucia Heilman Zeitzeugin                                |
| 2018 | Wiener Symphoniker Konzertchor Wien Lahav Shani                                                                           | Julian Rachlin Violine Katharina Stemberger Moderation                                                               | Kurt Schwertsik Hier und Jetzt Ernest Bloch "Baal Shem" oder "Three Pictures of Chassidic Life" Leonard Bernstein Chichester Psalms Pjotr Iljitsch Tschaikowski Sätze 2 und 3 des Violinkonzerts Leonard Bernstein II. Waltz                                                                   | Willi Mernyi MKÖ Wolfgang Sobotka Nationalratspräsident Rudolf Gelbard Überlebender des Holocaust |
| 2019 | Wiener Symphoniker Eva Ollikainen                                                                                         | Conchita Gesang Pekka Kuusisto Violine Katharina Stemberger Moderation                                               | Aaron Copland Fanfare aus der Symphonie Nr. 3 Maurice Ravel La Valse Dmitri Schostakowitsch Symphonie Nr. 10, 2. Satz Arvo Pärt Fratres Erich Wolfgang Korngold Mariettas Lied aus der Oper Die tote Stadt op. 12 Gustav Mahler Symphonie Nr. 5, 5. Satz Ludwig van BeethovenOde an die Freude | Willi Mernyi MKÖ Alexander Van der Bellen Bundespräsident Shaul Spielmann Überlebender des Holocaust |
| 2022 | Wiener Symphoniker Lahav Shani                                                                                            | Chen Reiss Sopran Katharina Stemberger Moderation                                                                    | Sergei Rachmaninow Prélude cis-Moll Richard Strauss Morgen (Lied) Sergei Rachmaninow Symphonie Nr. 2, 3. Satz Krzysztof Penderecki Ciaccona Sergei Rachmaninow Vokalise Antonín Dvořák Aus der neuen Welt, 4. Satz Ludwig van Beethoven Ode an die Freude                                      | Willi Mernyi MKÖ Alexander Van der Bellen Bundespräsident Erika Freeman Überlebende des Holocaust |
| 2023 | Wiener Symphoniker Mark Mast                                                                                              | Konstantin Wecker, Jo Barnikel Katharina Stemberger Moderation                                                       | Solo zu zweit Ludwig van Beethoven Ode an die Freude | Willi Mernyi MKÖ Alexander Van der Bellen Bundespräsident Anna Hackl Zeitzeugin |

In den Jahren 2020 und 2021 fand die Veranstaltung aufgrund der Corona-Pandemie online statt.

## Begleitende Veranstaltungen
Neben dem Österreichischen Nationalfeiertag, dem Tag, an dem der Wiederkehr des 26. Oktobers 1955 gefeiert wird, an dem die immerwährende Neutralität vom Nationalrat beschlossen wurde, entwickelt sich der Tag der Befreiung vom Nationalsozialismus zunehmend zu einem Kristallisationspunkt österreichischer Identität. Neben dem Fest der Freude, dessen Organisation offiziell dem Mauthausen Komitee übertragen wurde, veranstaltet die Österreichische Bundesregierung nunmehr drei weitere Veranstaltungen.

### Mahnwache des Bundesheeres

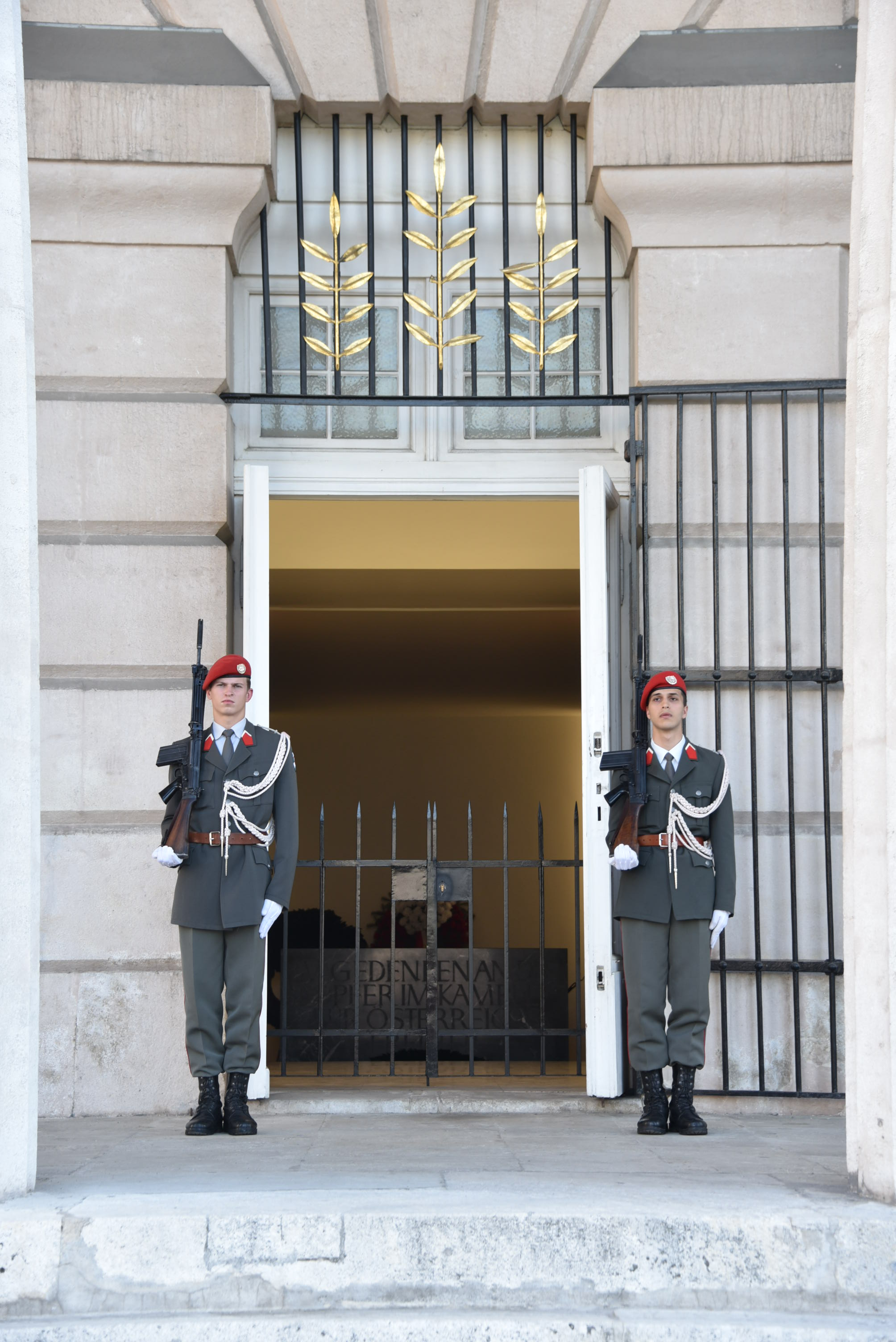
Mahnwache

Seit 2013 findet alljährlich am 8. Mai von 7 bis 18 Uhr eine Mahnwache des österreichischen Bundesheeres vor dem Äußeren Burgtor statt. Diese Mahnwache ist ausdrücklich den Opfern des Nationalsozialismus gewidmet und wird traditionell mit einem Besuch des Verteidigungsministers eingeleitet. Die durchgehende Präsenz von Bundesheer und Fest der Freude während des ganzen Tages verhindert nunmehr das Totengedenken des Wiener Korporationsringes am 8. Mai, welches ab den 1990er Jahren für heftige Kontroversen und zu Gegendemonstrationen geführt hatte.

### Feierstunde im Bundeskanzleramt
Ebenfalls schon Tradition hat die Feierstunde am 8. Mai im Bundeskanzleramt, bei welcher ebenfalls ein Zeitzeuge spricht. im Jahr 2015 war dies der 102-jährige KZ-Überlebende Marko Feingold. Bundeskanzler Werner Faymann räumte bei diesem Anlass ein, dass die Auseinandersetzung mit der Geschichte zum Teil nur zögerlich erfolgt sei. Für eine „umfassende Aufarbeitung ist aber nie zu spät“, betonte er. Auch Vizekanzler Reinhold Mitterlehner unterstrich die Bedeutung authentischer Informationen von Zeitzeugen. „Je länger man die Aufarbeitung nicht wahrnehme, umso mehr verblassten die Erinnerungen und würden schmerzhafte Teile weggelassen.“ Beim Festakt 2016 sprach der Theresienstadt-Überlebende Rudolf Gelbard.

### Projektionen auf dem Bundeskanzleramt
Erstmals im Jahr 2015 wurden nach dem Konzert und während der folgenden Nacht Zitate aus dem Mauthausen-Schwur auf die Fassade des Bundeskanzleramtes projiziert. Rund ein Drittel der Besucher verlassen den Heldenplatz über den Ballhausplatz und viele verharrten vor den Projektionen:

„Im Gedenken an das vergossene Blut aller Völker, im Gedenken an die Millionen, durch den Nazifaschismus ermordeten Brüder geloben wir, daß wir diesen Weg nie verlassen werden. Auf den sicheren Grundlagen internationaler Gemeinschaft wollen wir das schönste Denkmal, das wir den gefallenen Soldaten der Freiheit setzen können, errichten: DIE WELT DES FREIEN MENSCHEN.“

## Zitate
„Wir waren nicht mehr Nummern oder Juden, sondern wir waren wieder Menschen geworden.“

„Wir feiern das Ende des Schreckens des Nationalsozialismus.“

„Wir verneigen uns heute vor all jenen, die Österreich befreit haben, und vor allen Österreichern, die vom Nationalsozialismus verfolgt wurden.“

## Bilder

### 2013

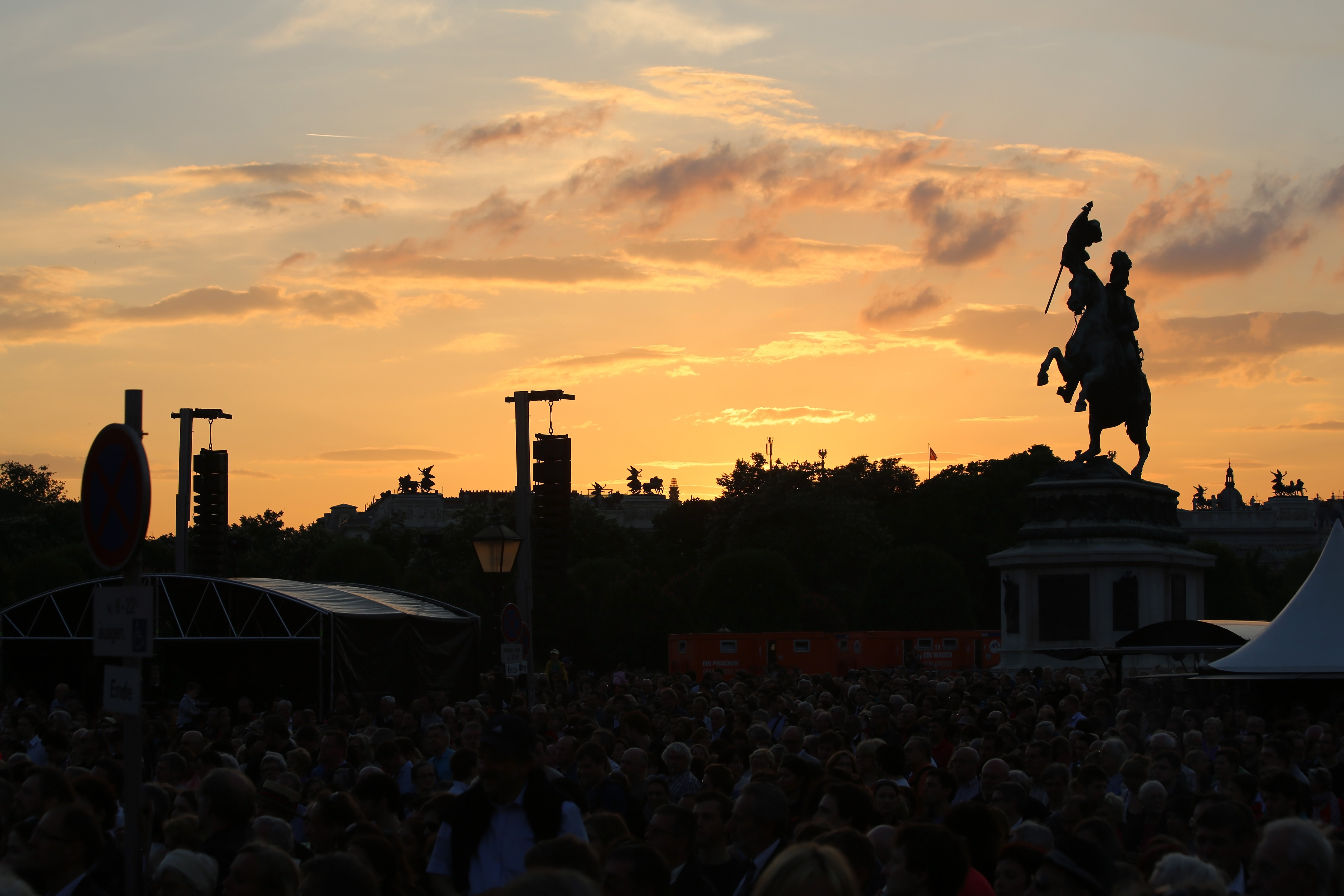
Sonnenuntergang
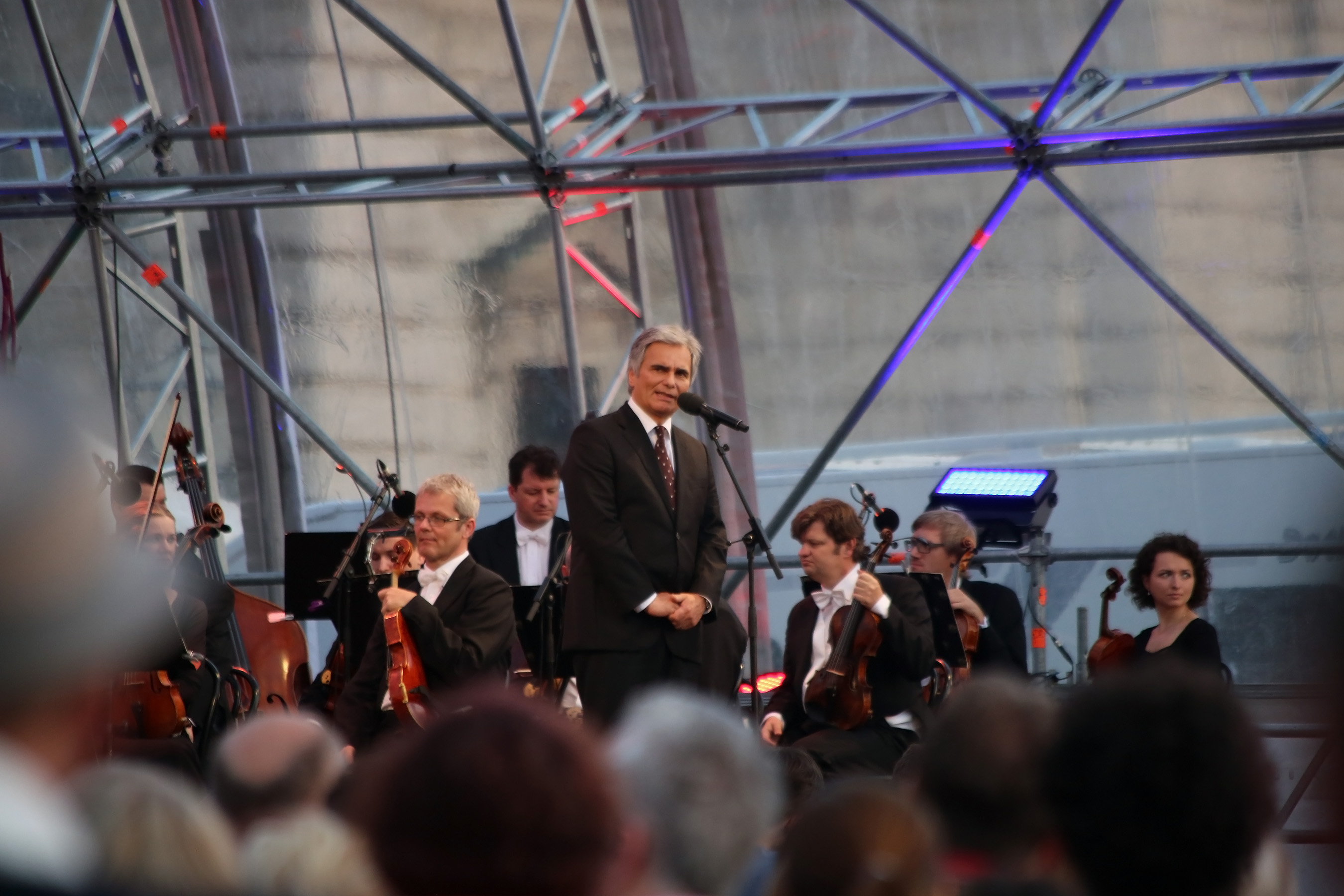
Werner Faymann spricht
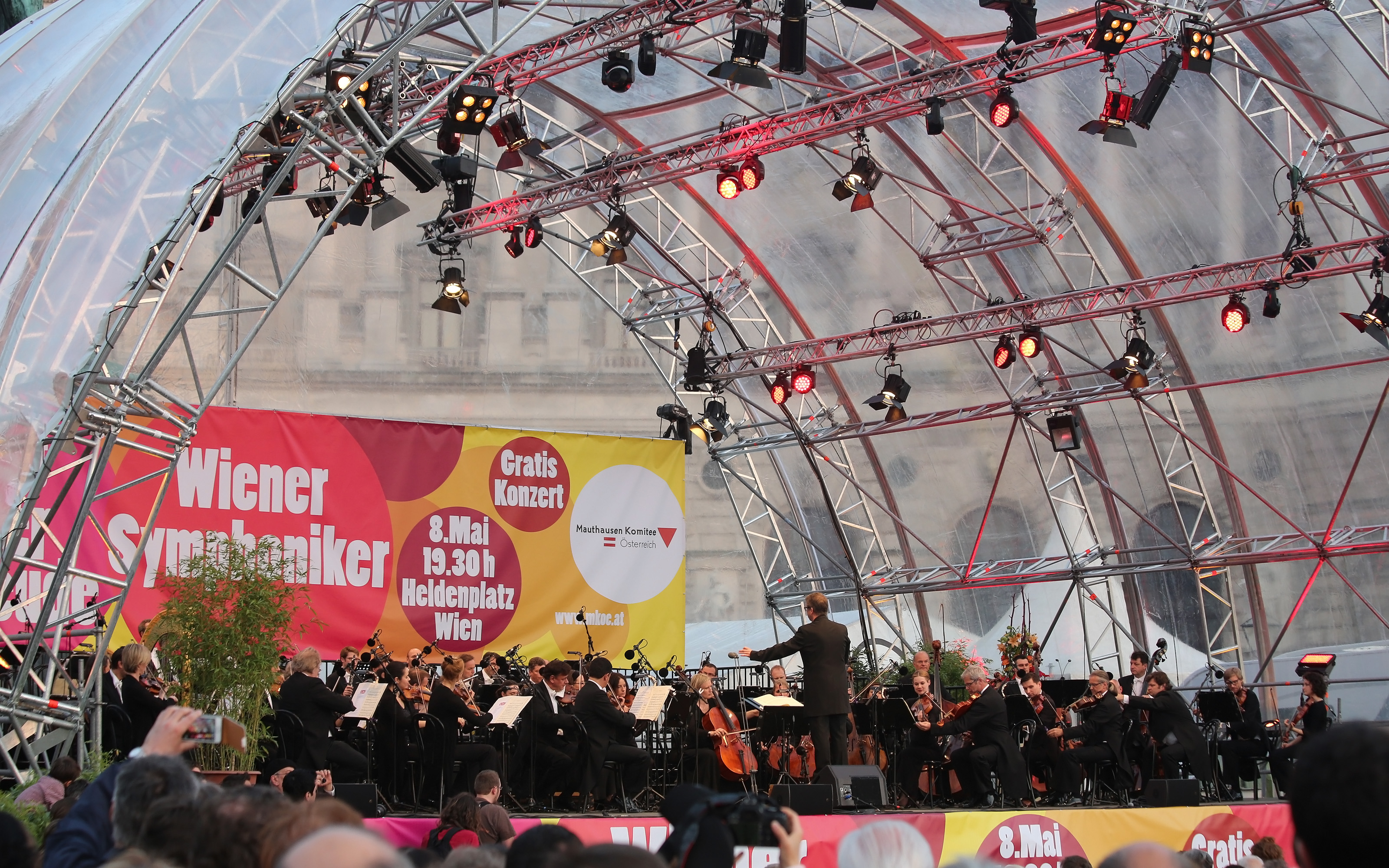
Bertrand de Billy dirigiert die Wiener Symphoniker
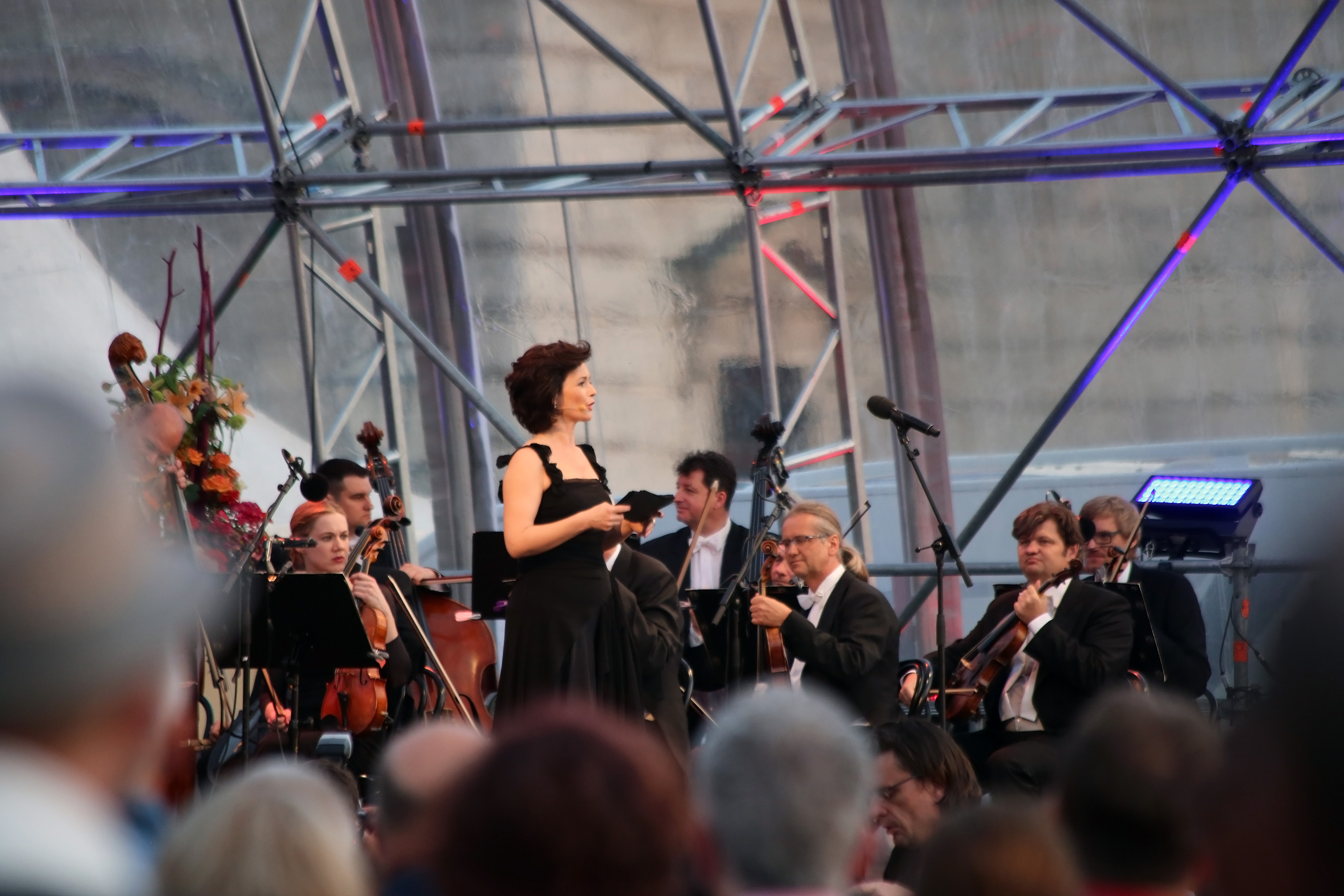
Katharina Stemberger moderiert

### 2014

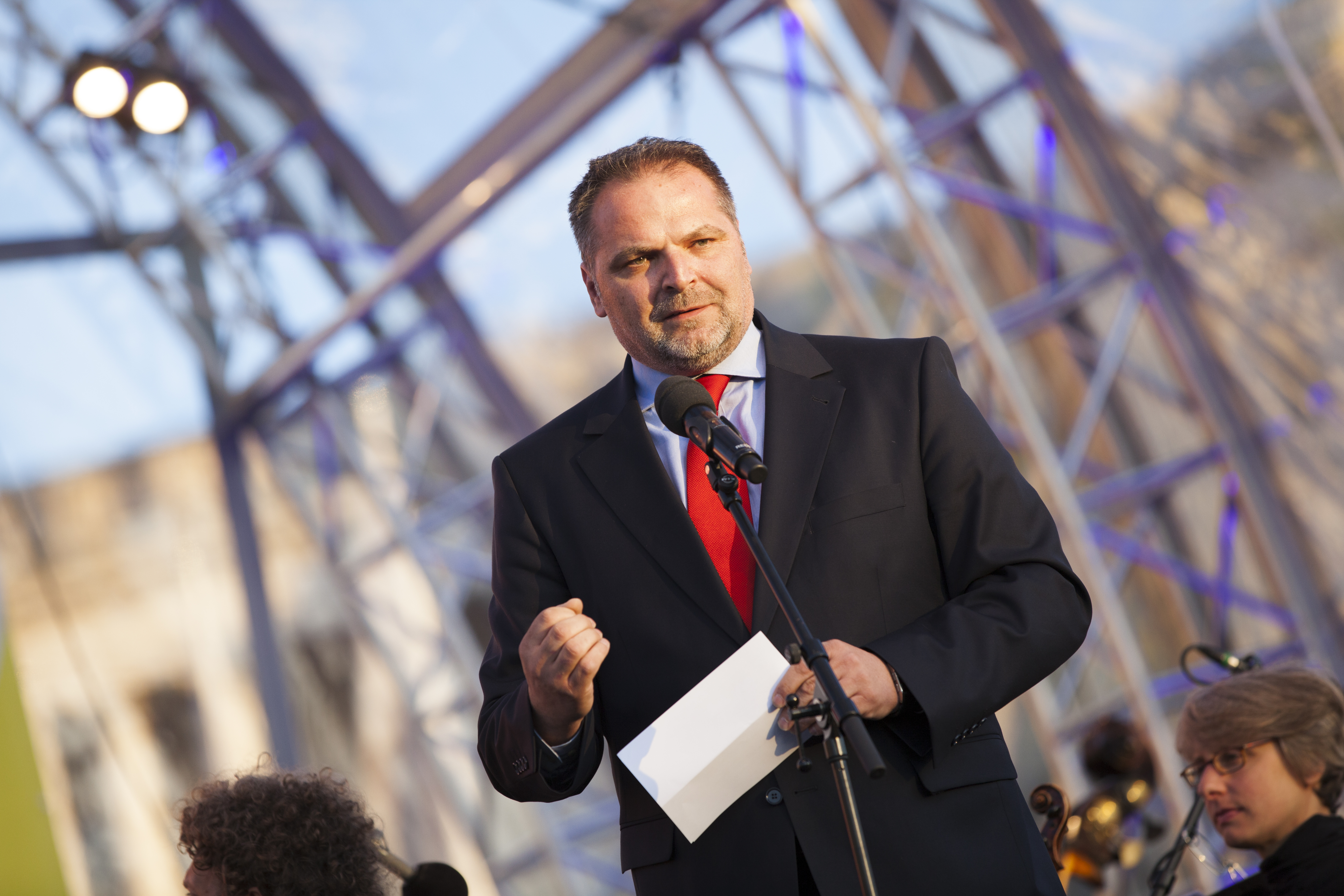
Willi Mernyi spricht

### 2015

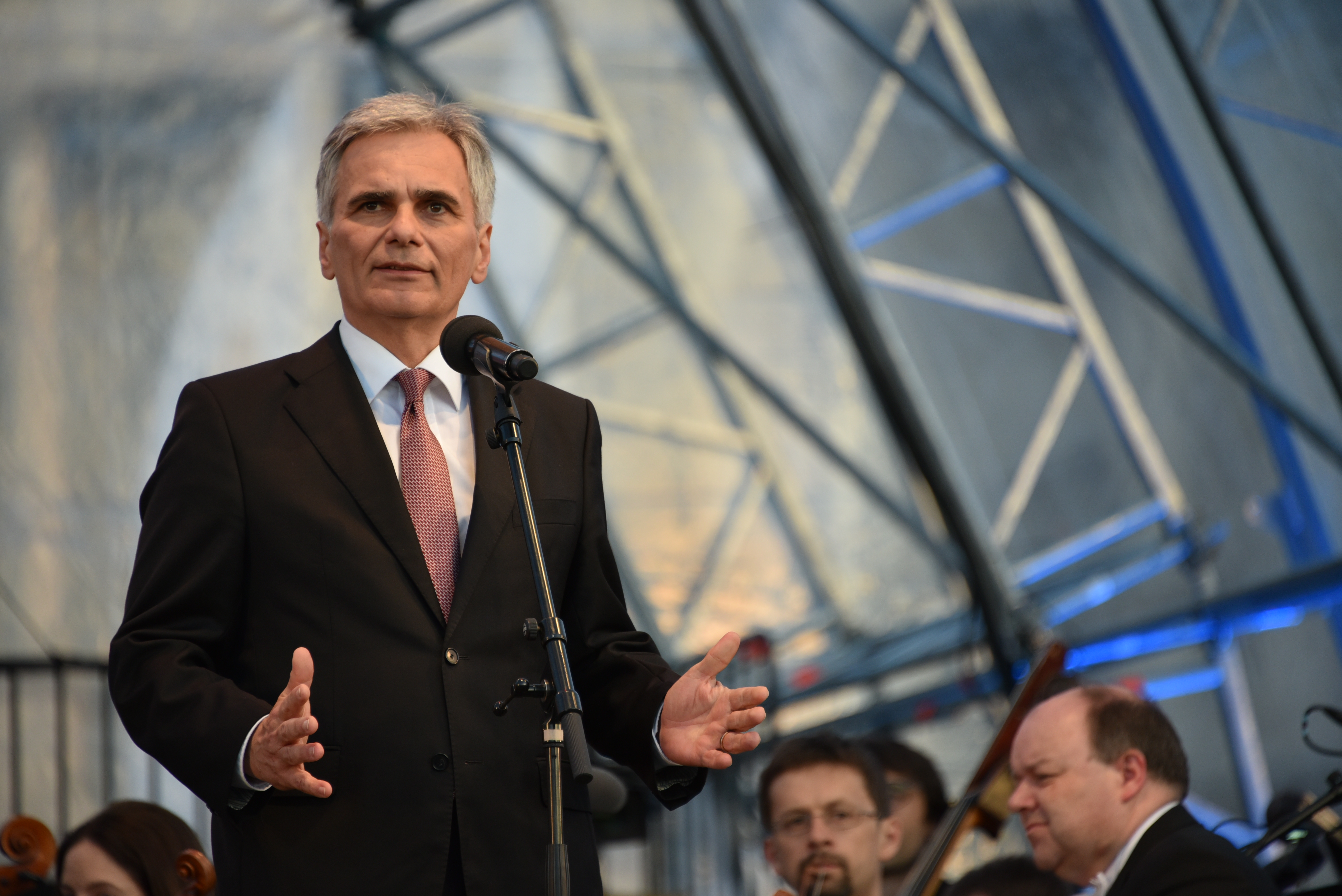
Bundeskanzler Werner Faymann spricht
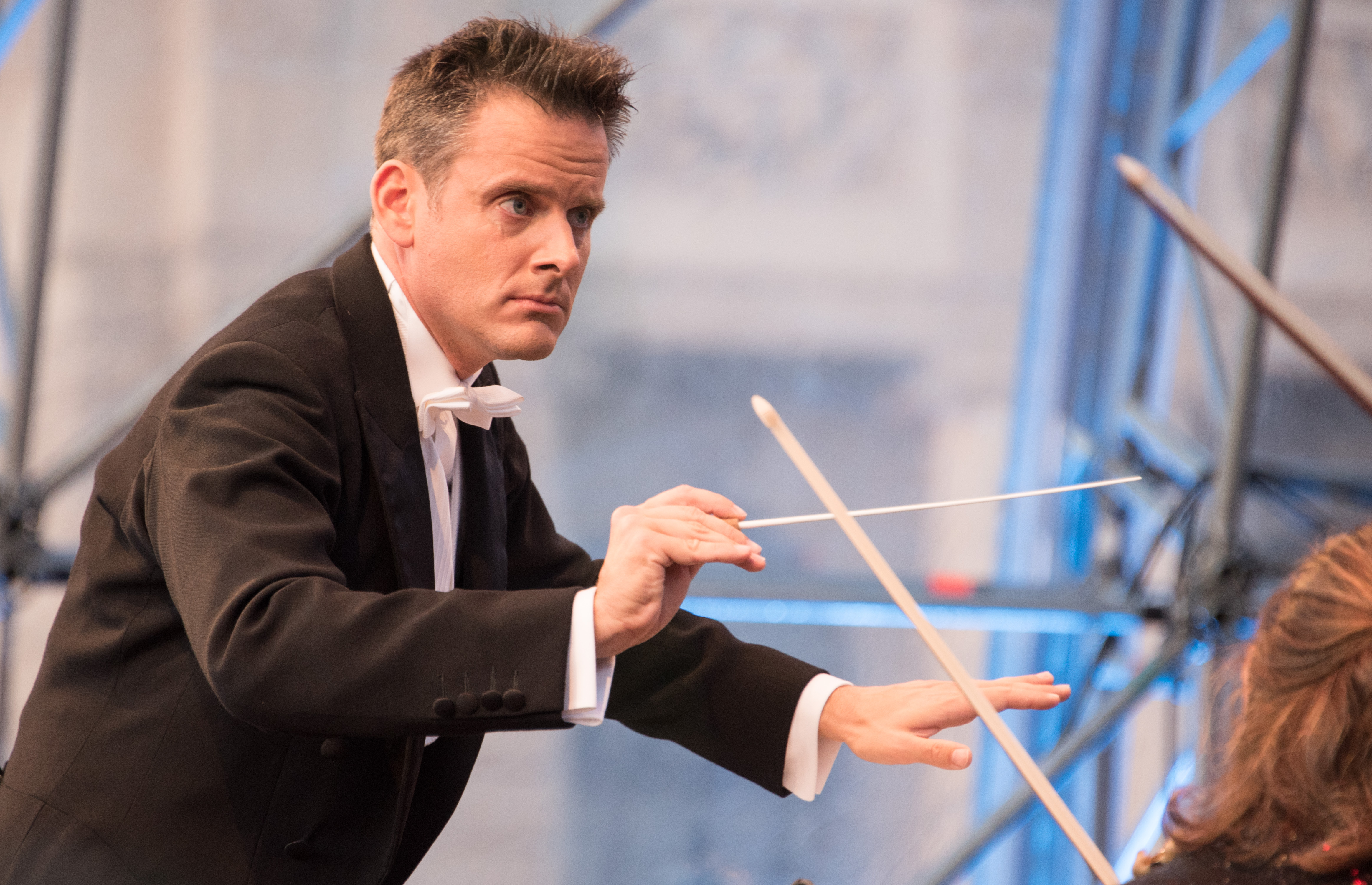
Philippe Jordan dirigiert Beethovens Neunte
Beethovens Ode an die Freude 2015
Beethoven, 9. Sinfonie, Soli
Gábor Bretz, Bass, Fest der Freude, 2015

### 2016

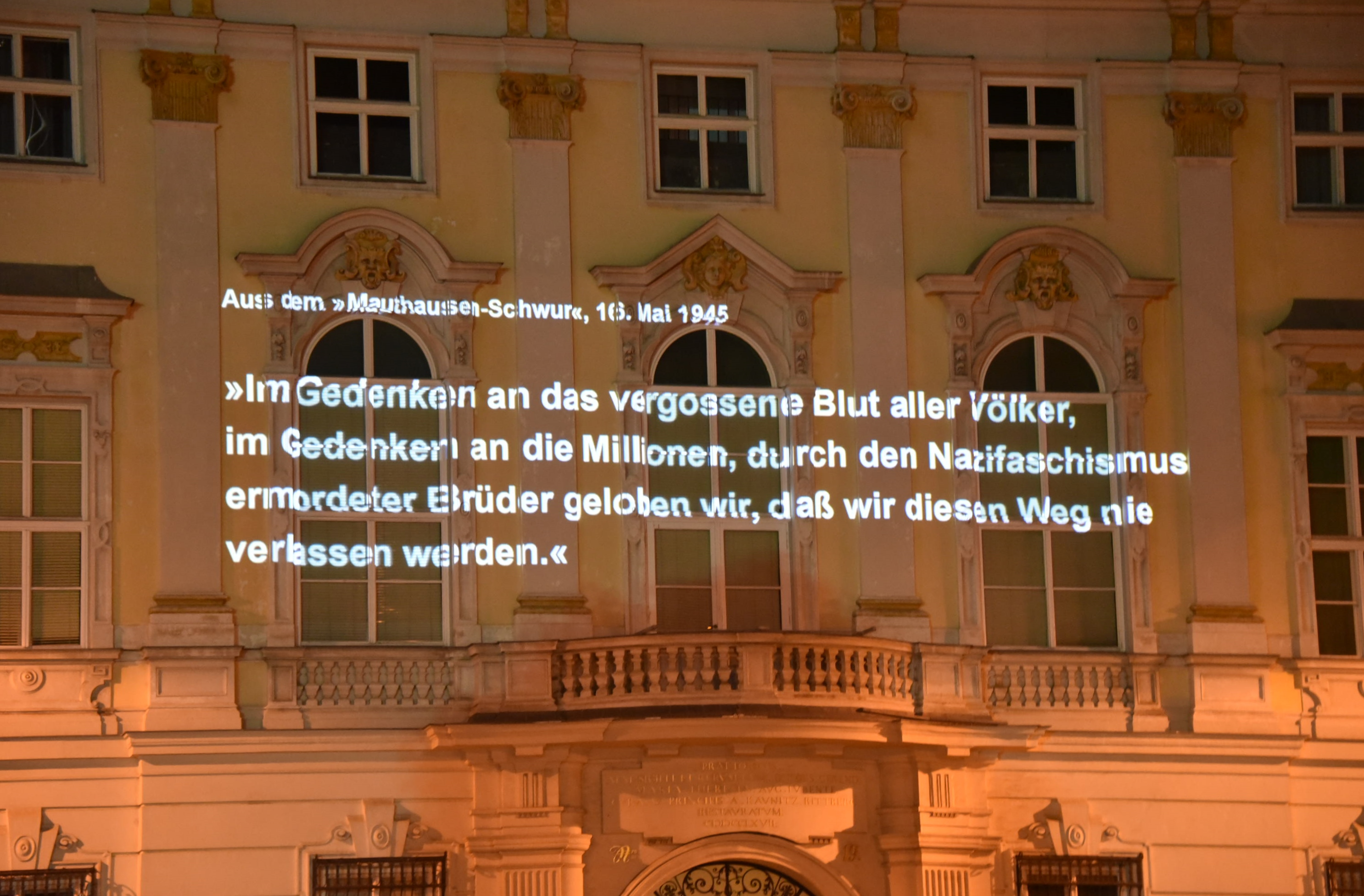
Mauthausen-Schwur
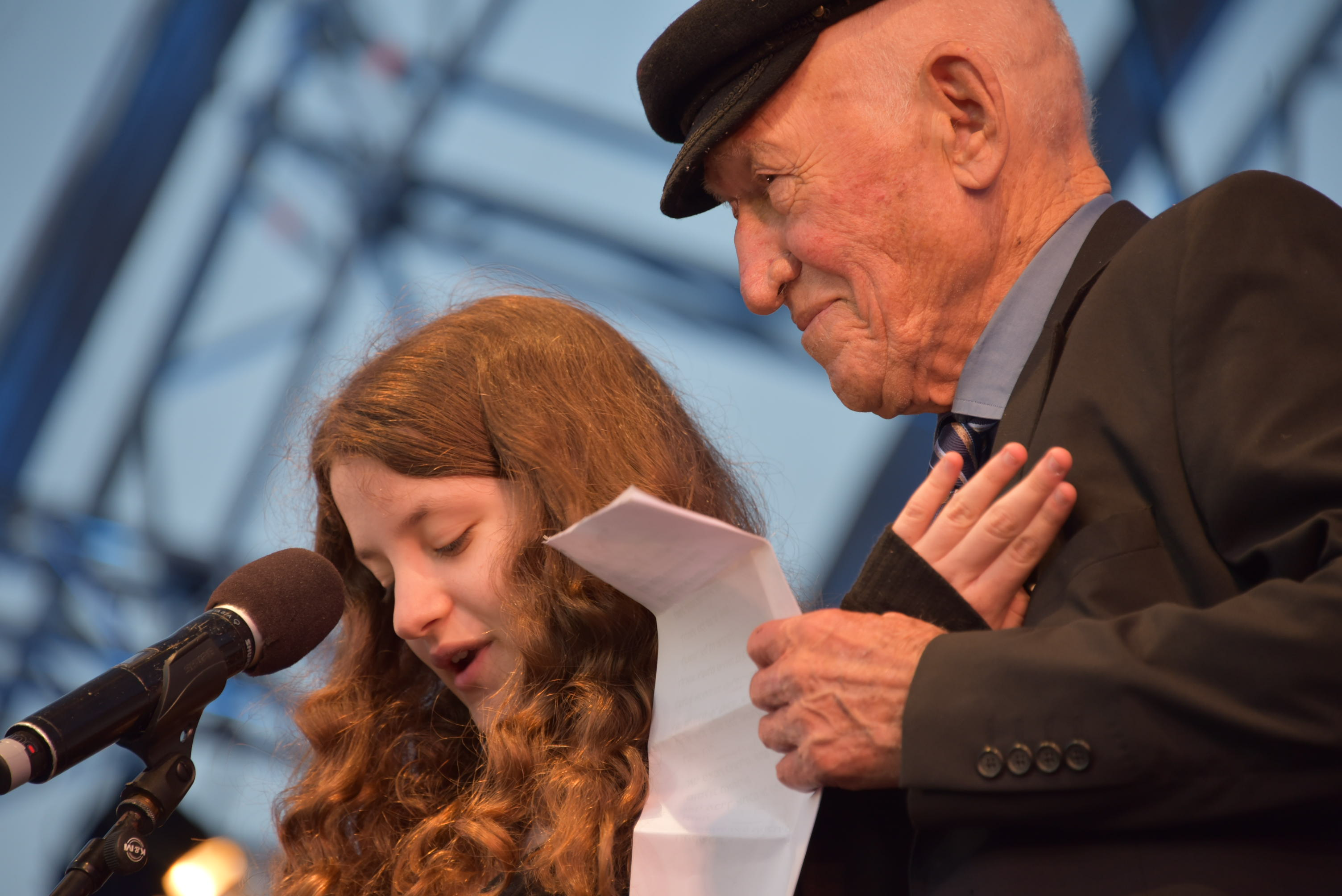
Zeitzeuge Daniel Chanoch mit seiner Enkelin
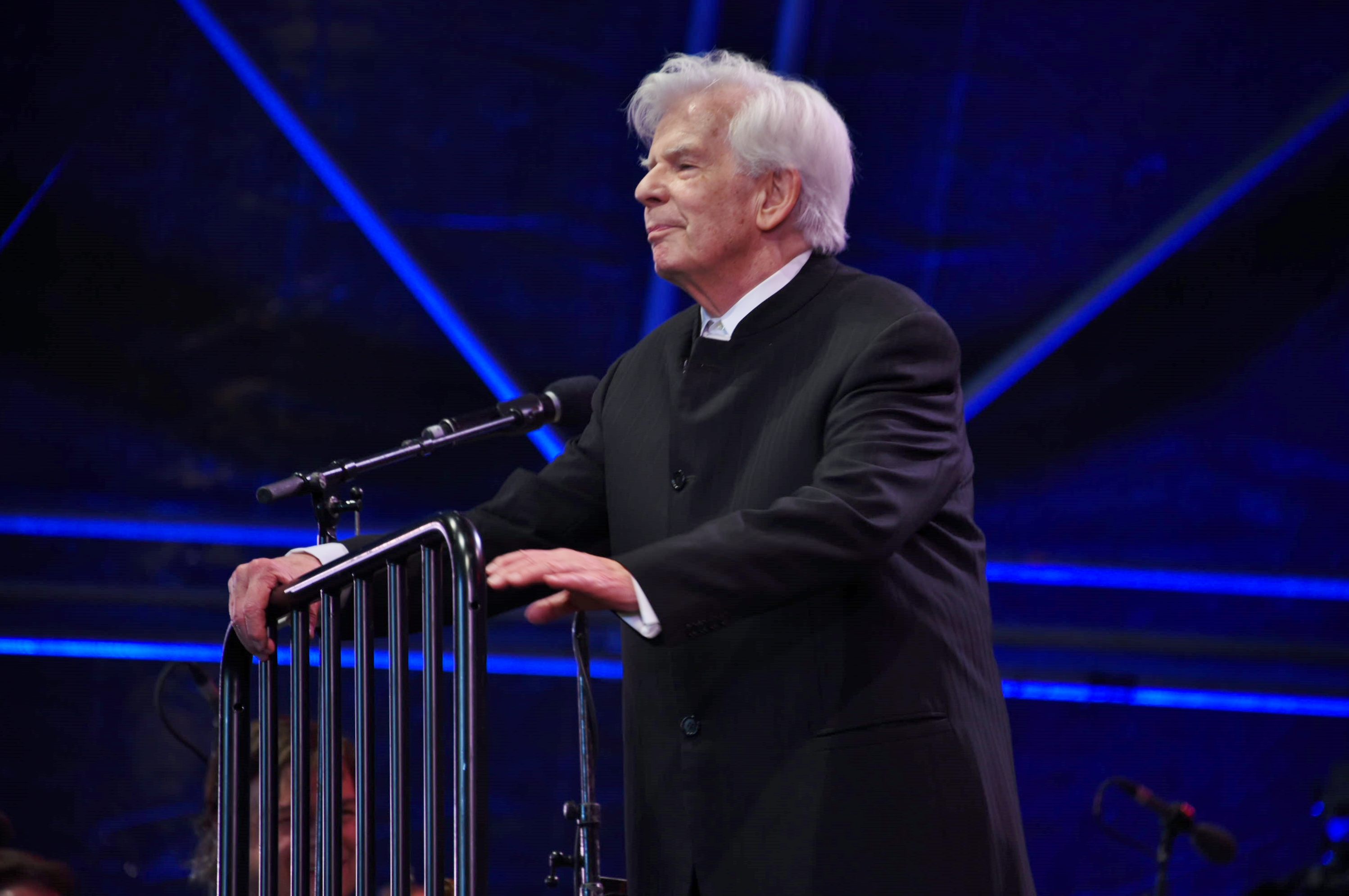
Dirigent Christoph von Dohnányi

### 2019

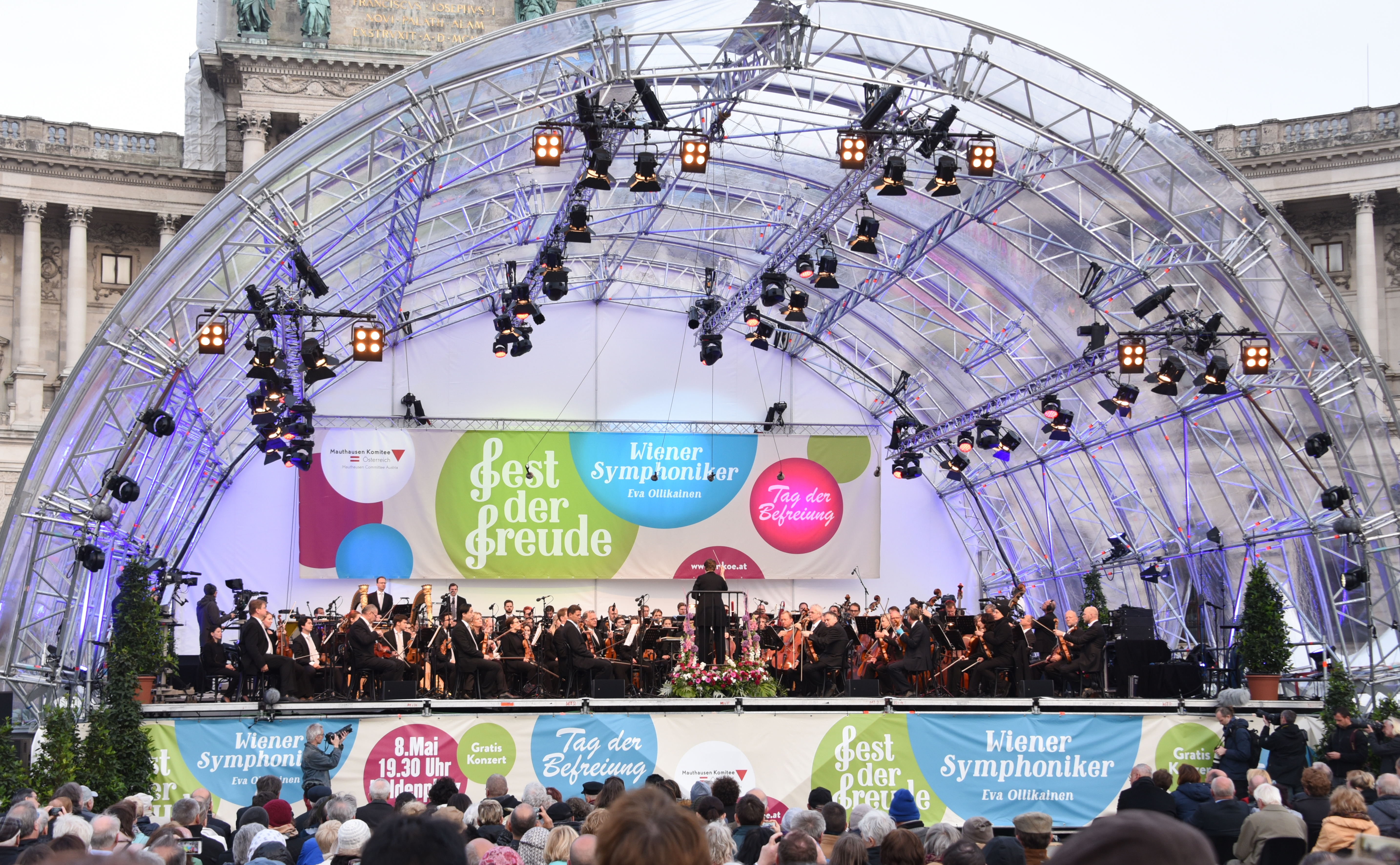
Bühne
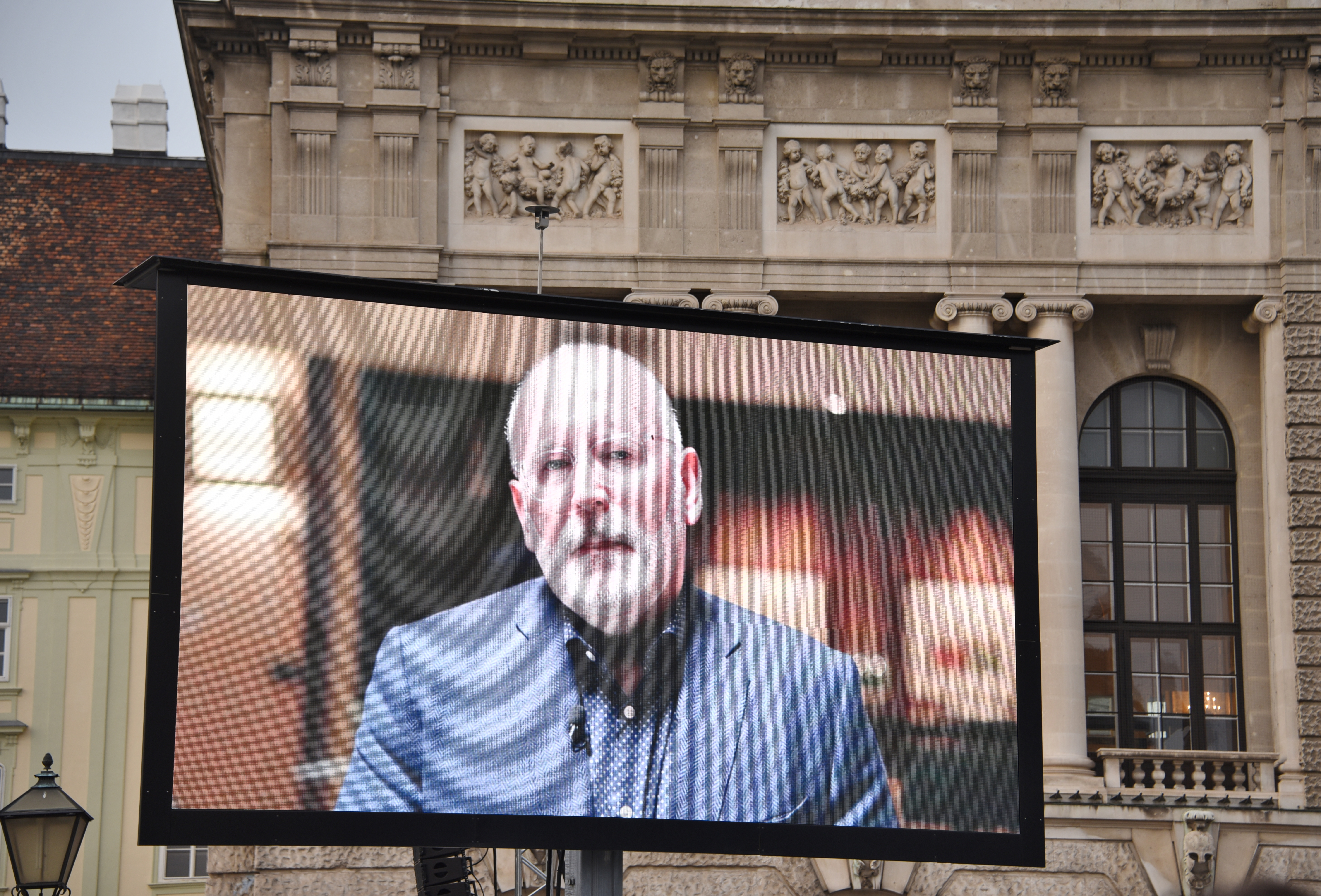
Videobotschaft von Frans Timmermans
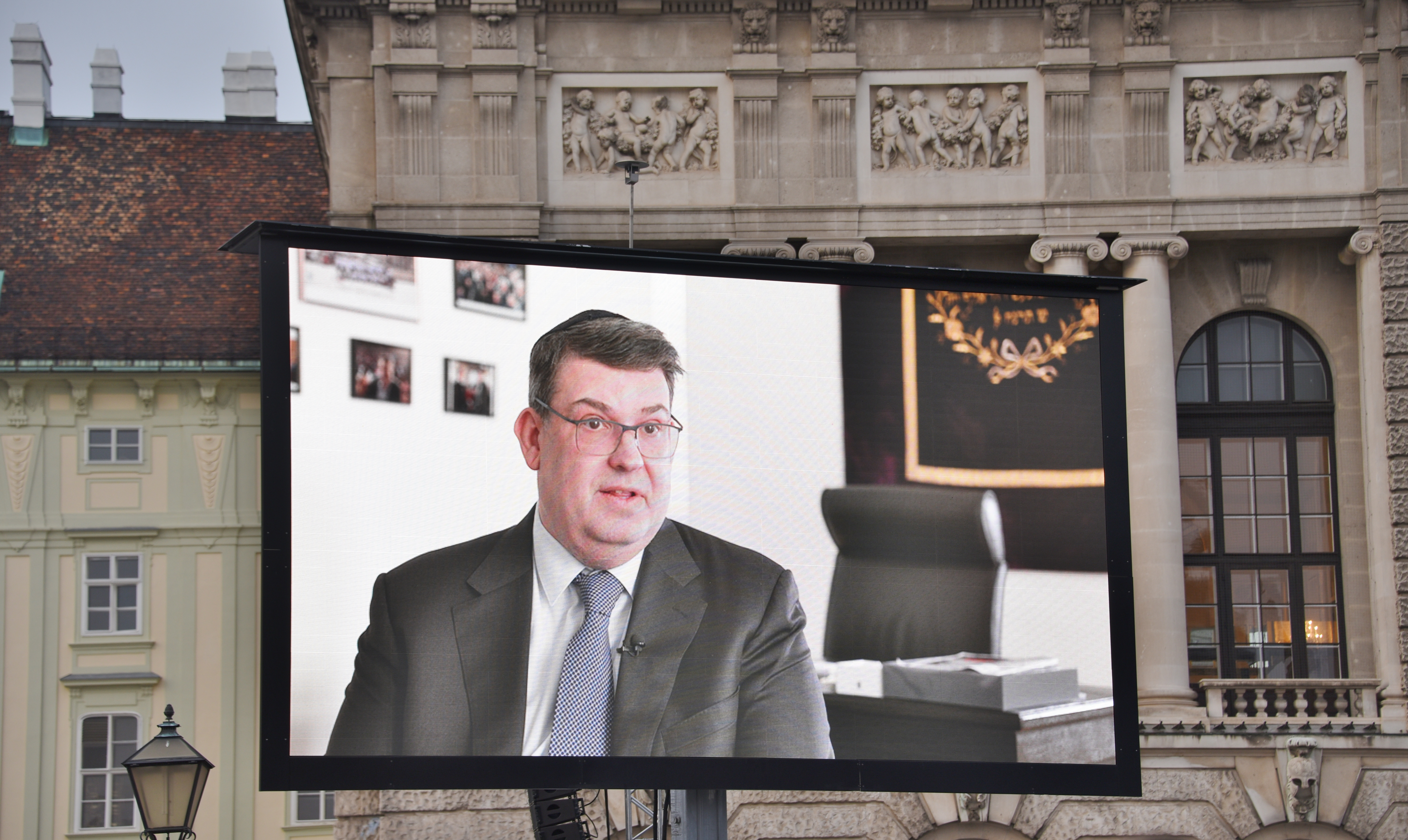
Videobotschaft von Oskar Deutsch
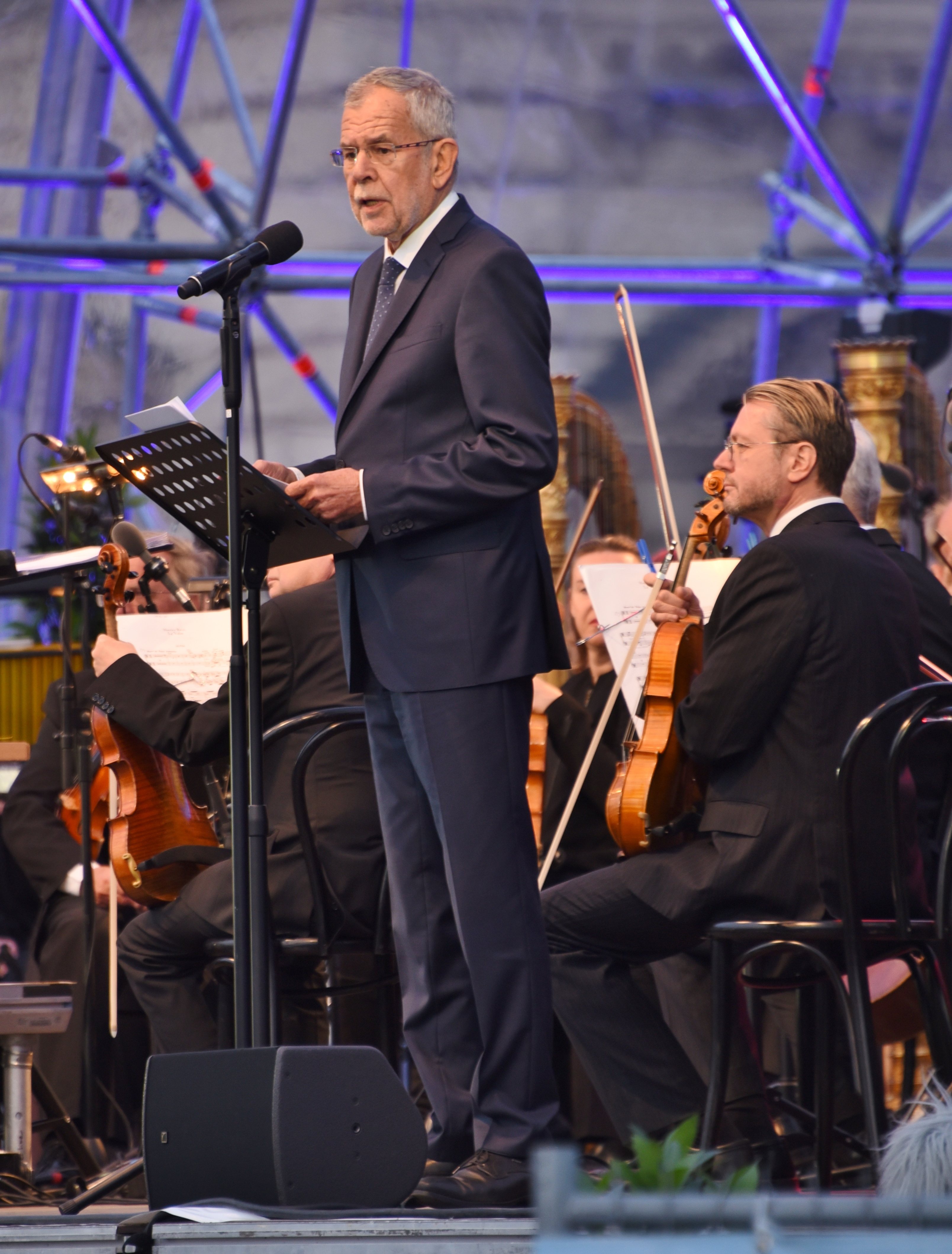
Bundespräsident Alexander Van der Bellen
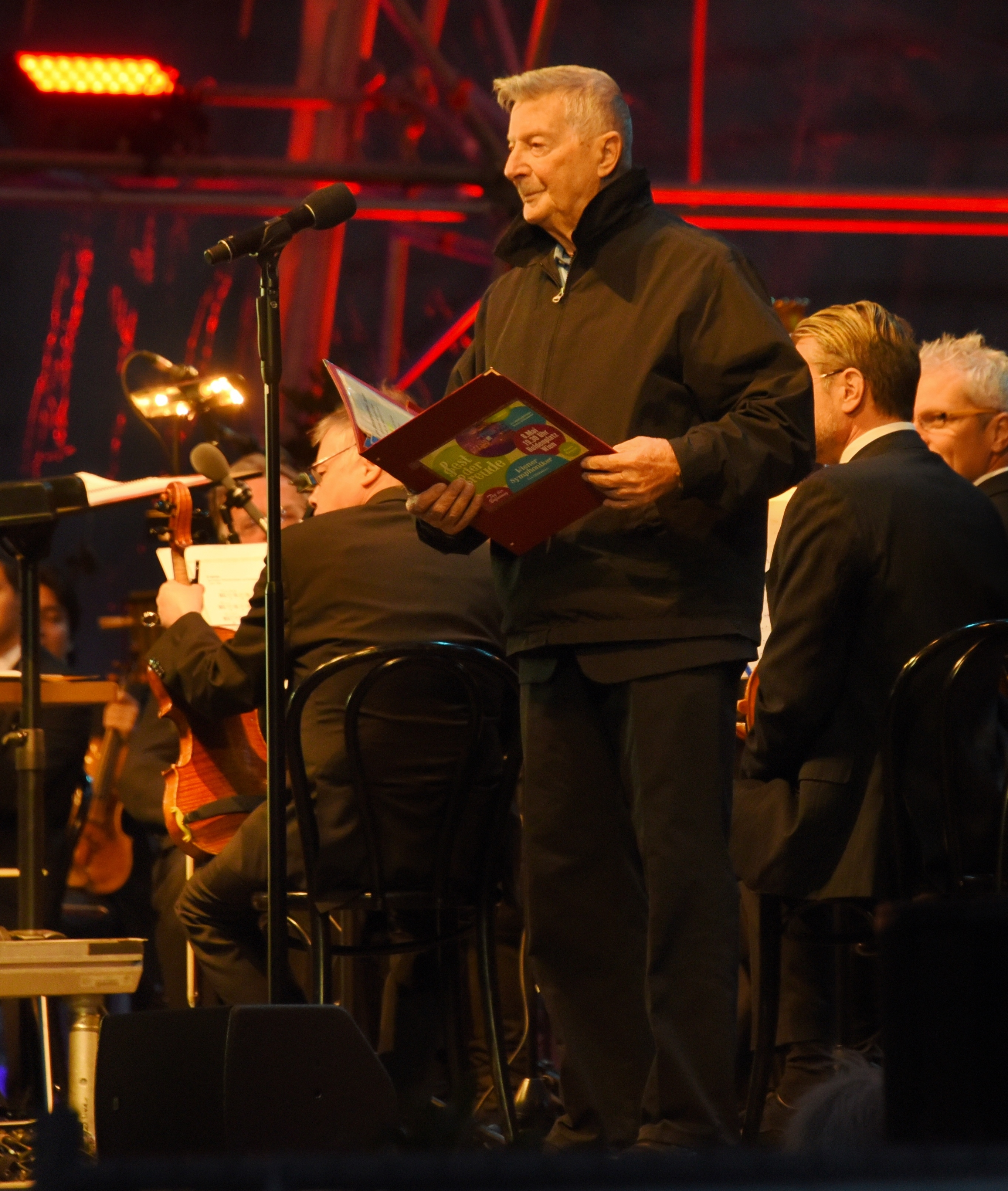
KZ-Überlebender Shaul Spielmann
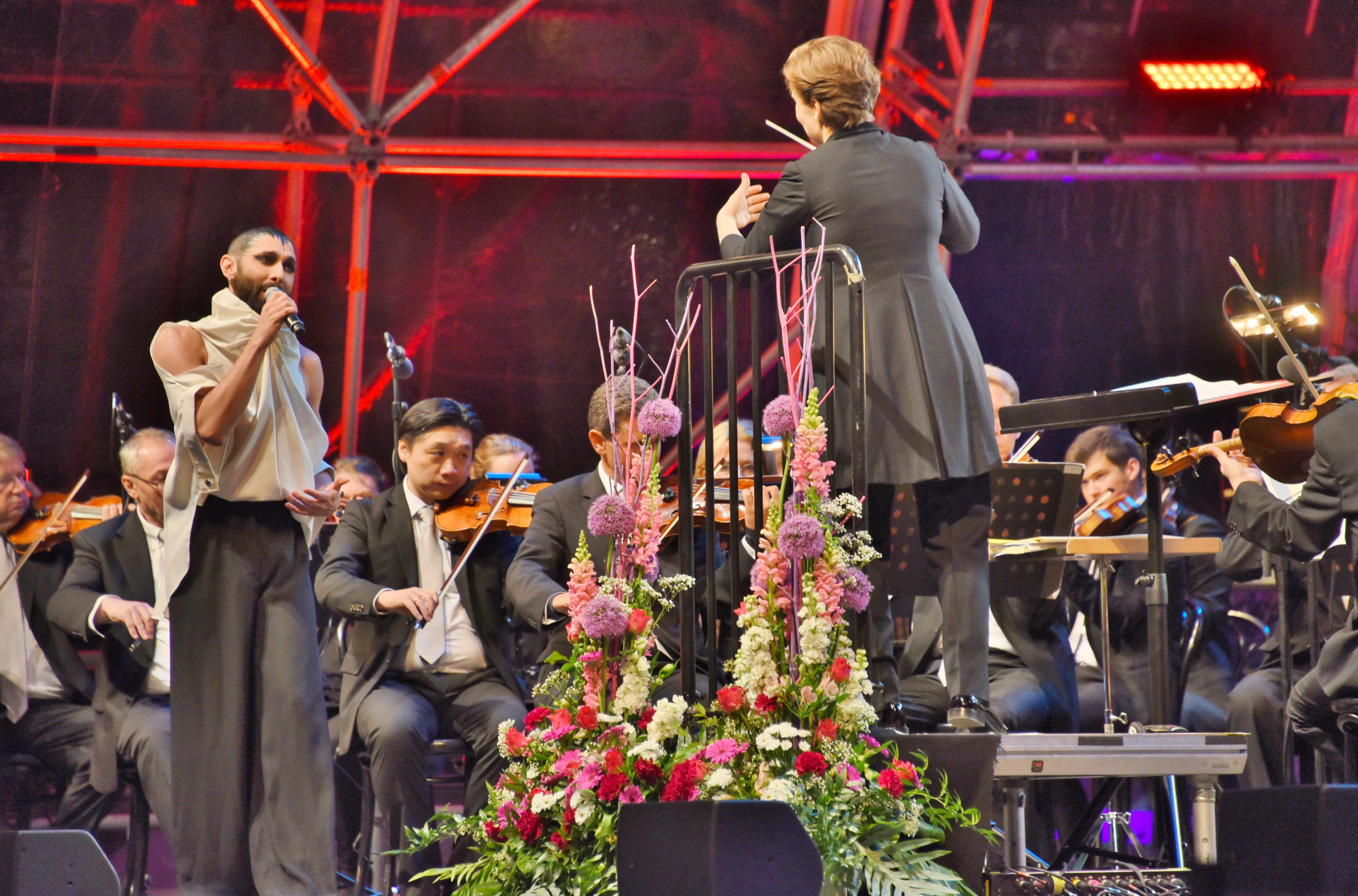
Tom Neuwirth
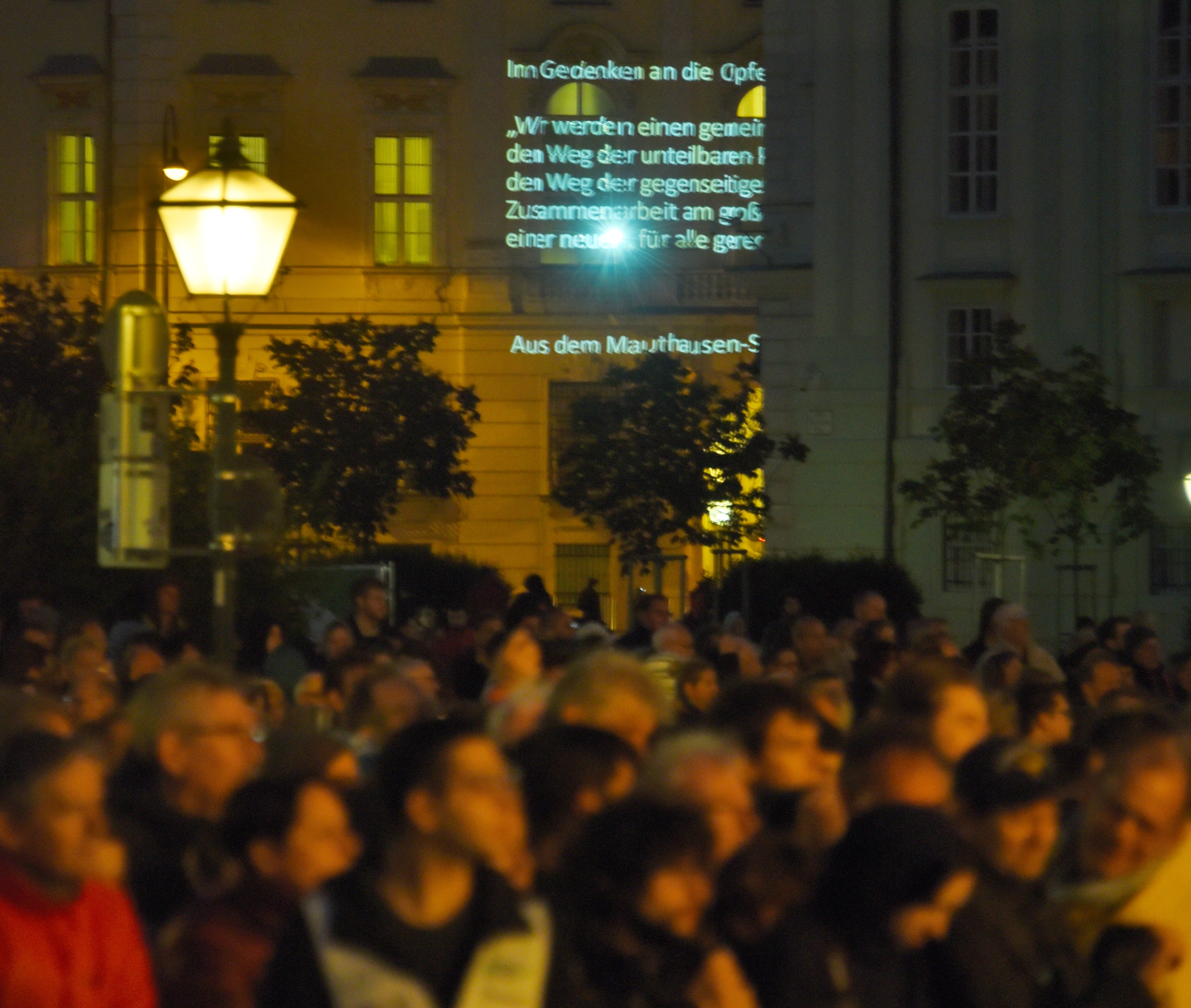

### 2022

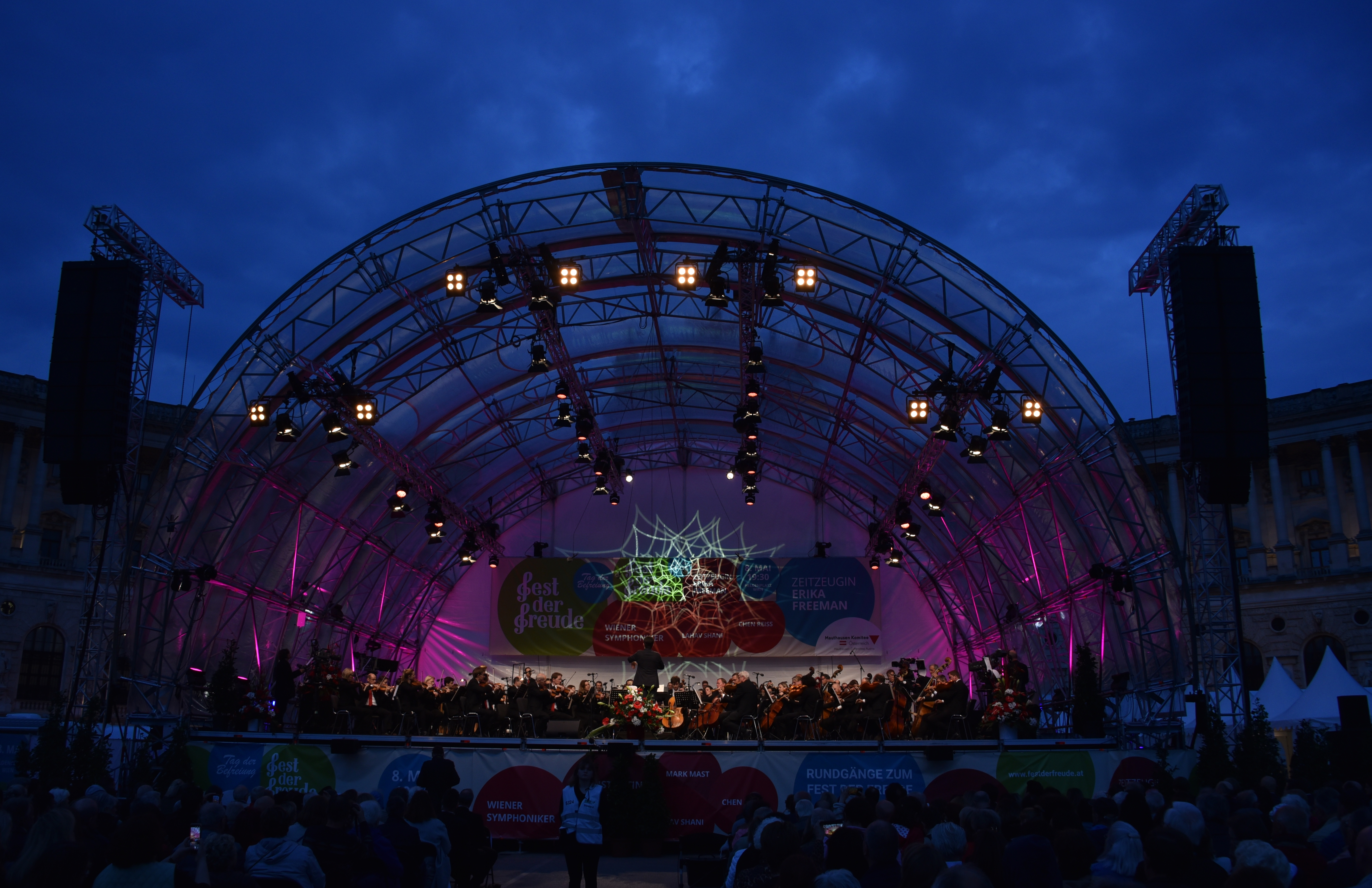
Bühne
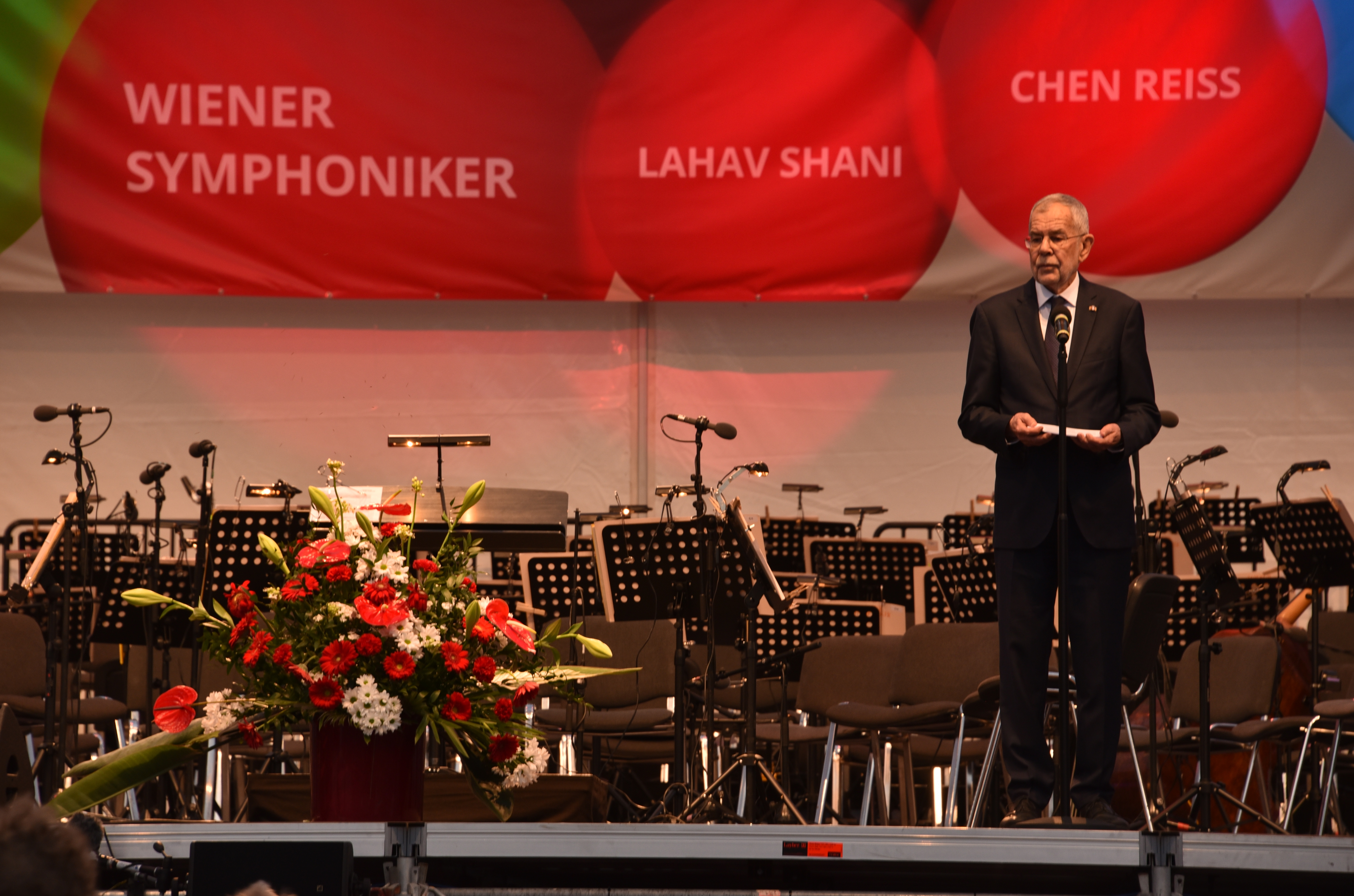
Bundespräsident Alexander Van der Bellen
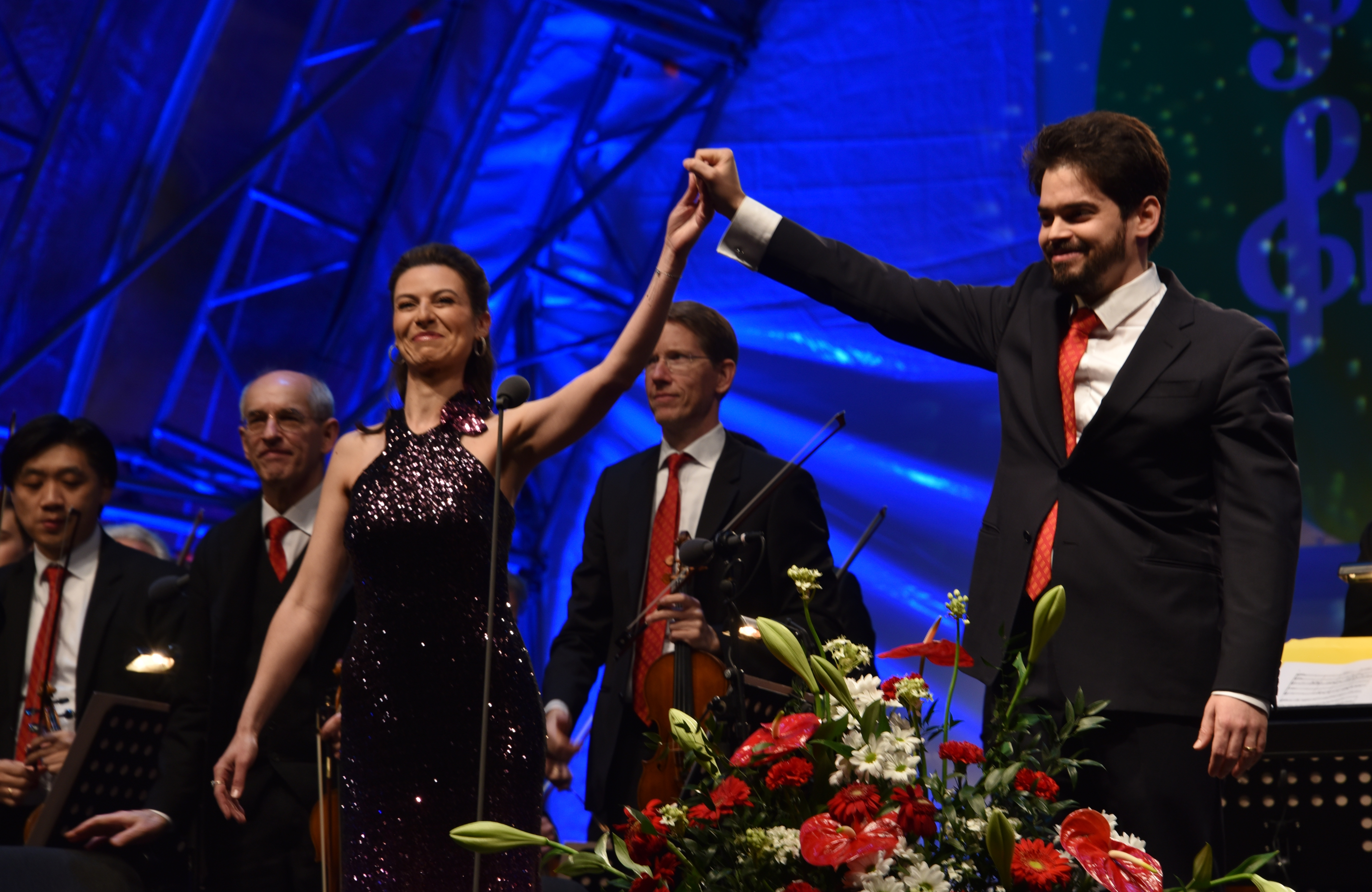
Chen Reiss und Lahav Shani
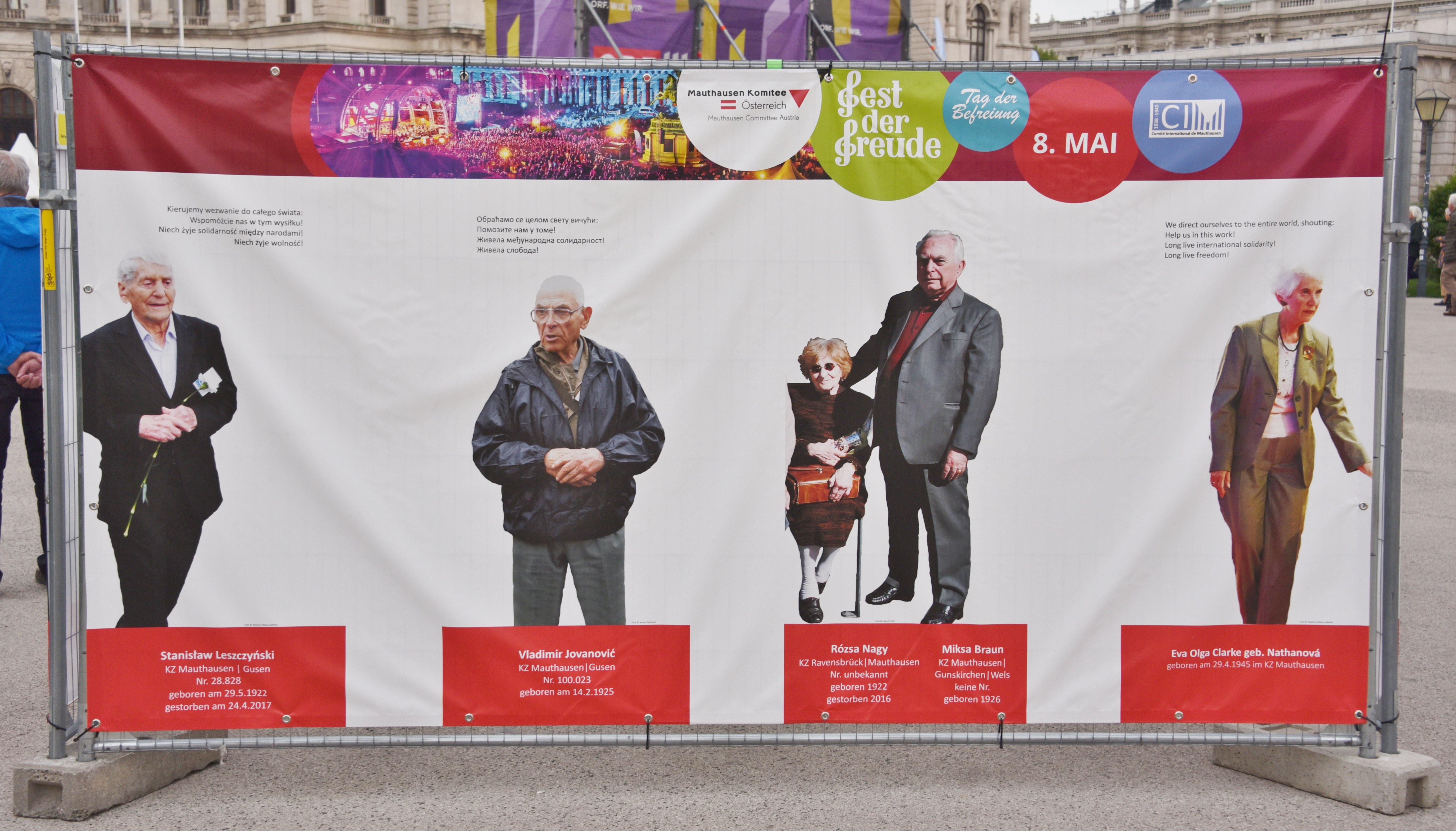
Informationstafel Zeitzeugen
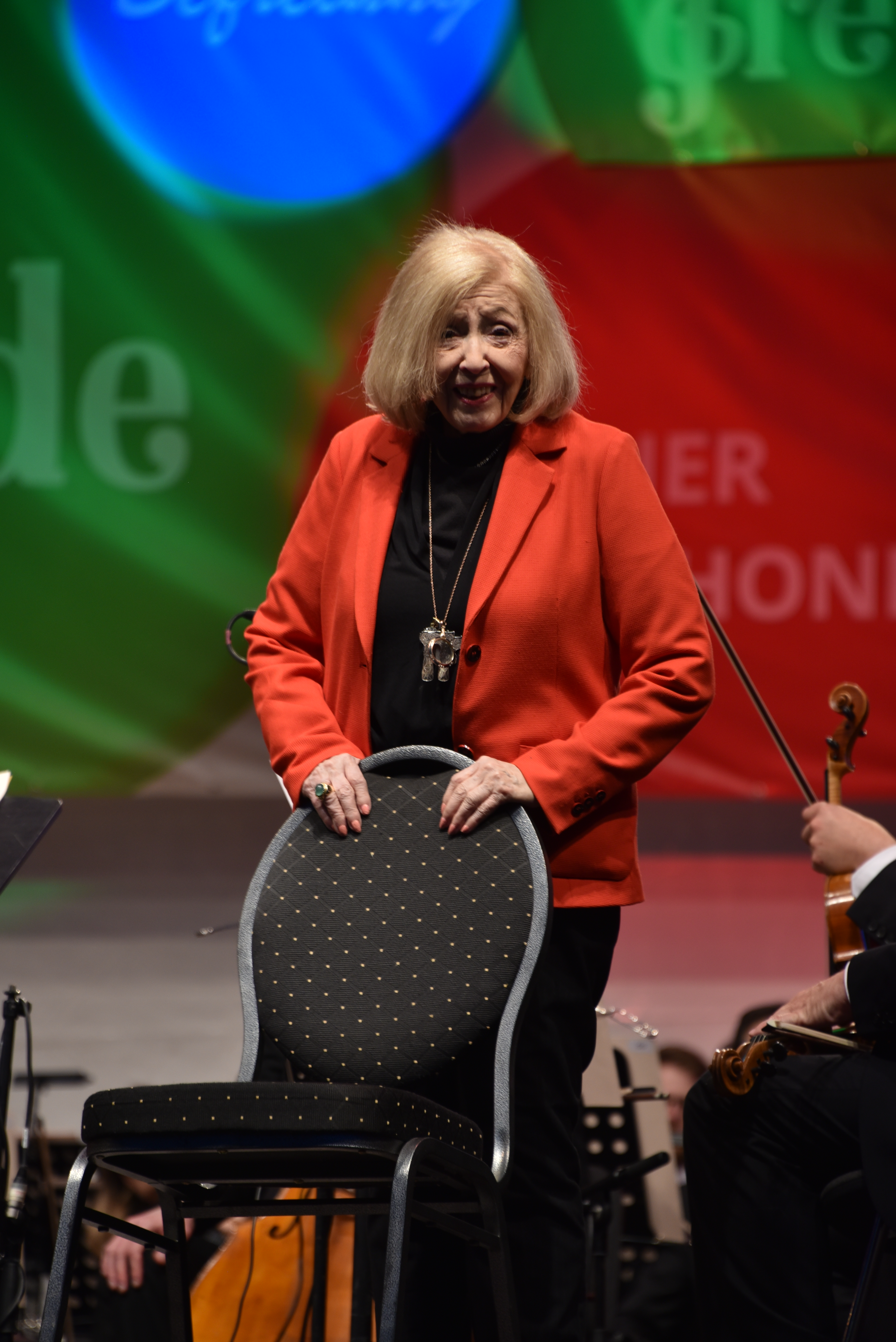
Zeitzeugin Erika Freeman
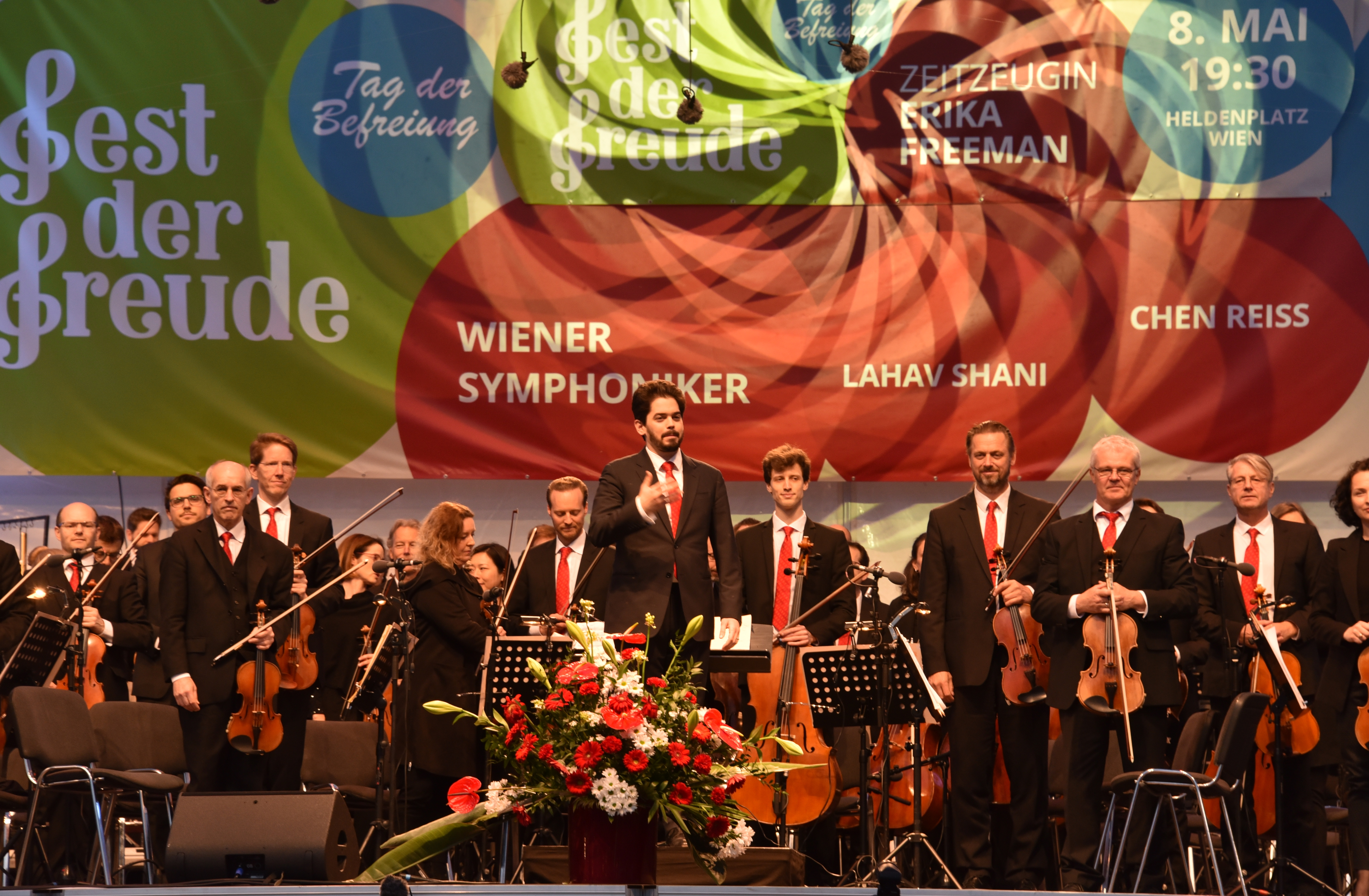
Wiener Symphoniker